# Steinkreuz zwischen Breitau und Ulfen

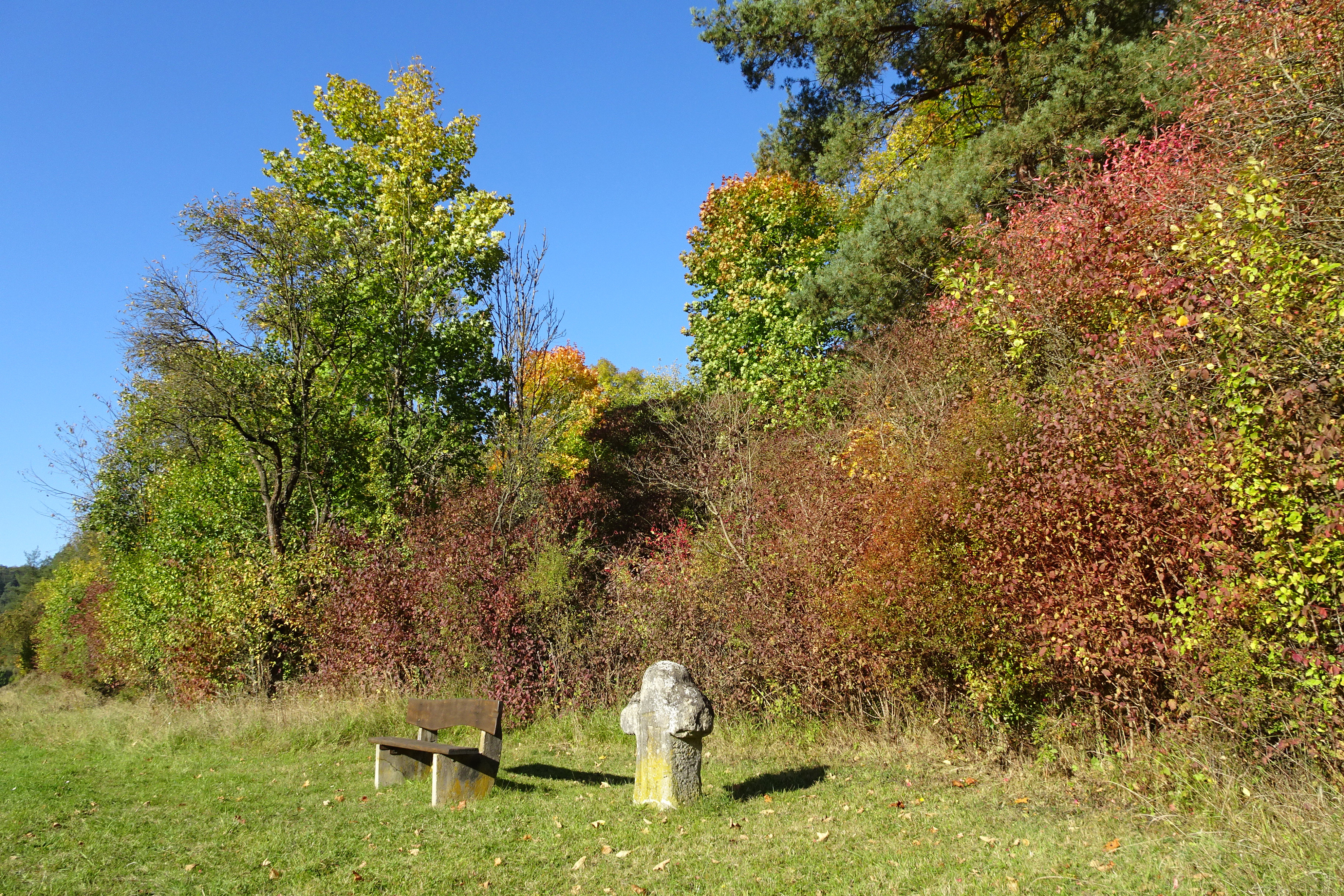
Der Platz am südlichen Ortsausgang von Breitau

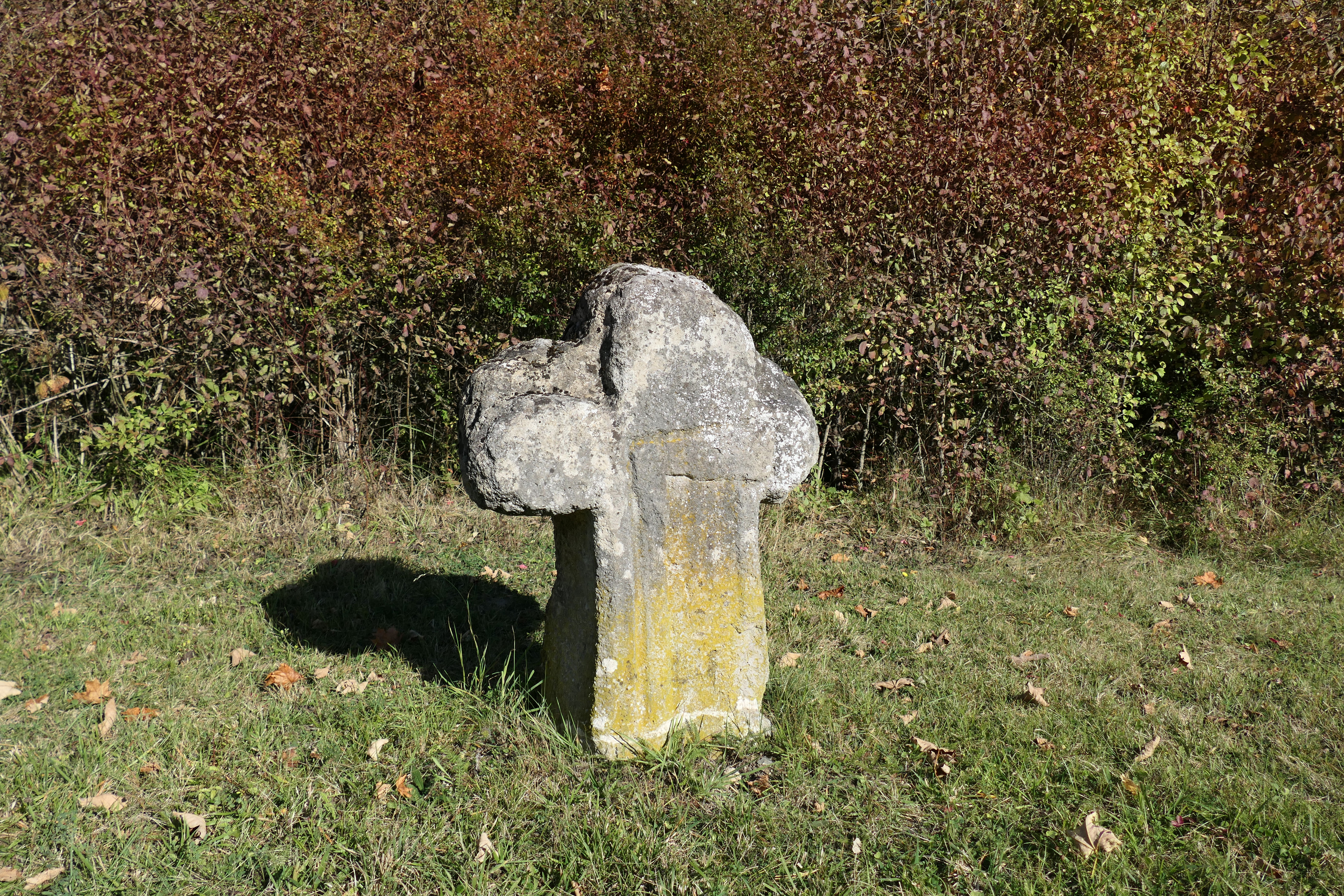
Die Vorderseite des Steinkreuzes

Das Steinkreuz zwischen Breitau und Ulfen gehört zu den Gedenk- und Sühnezeichen, die auf Plätzen stehen, an denen sich tragische Unfälle oder Verbrechen ereigneten. Der Stein, in der Form eines Lateinischen Kreuzes hat abgerundete Enden an den Armen und dem Kopf und zeigt auf der Vorderseite den eingerillten Umriss einer Holzfälleraxt. Sie soll an zwei Fuhrleute aus Breitau und Ulfen erinnern, die sich im Streit gegenseitig mit ihren Äxten erschlagen haben. Wegen seiner geschichtlichen Bedeutung ist das rund einen Meter hohe Gedenkkreuz aus Kalkstein ein geschütztes Kulturdenkmal.

## Standort
Heute steht das Steinkreuz am südlichen Ortsausgang von Breitau, an dem Radweg, der entlang der Bundesstraße 400 nach Ulfen führt. Breitau und Ulfen sind Ortsteile der Stadt Sontra im nordhessischen Werra-Meißner-Kreis. Der ursprüngliche Standort war vermutlich bei der „Kratzhecke“, einem Flurstück auf halbem Weg zwischen den beiden Orten.

## Sage
Um das Steinkreuz rankt sich eine altüberlieferte Dorfgeschichte, die an seinem Platz ein blutiges Ende nahm: In früheren Zeiten führte eine damals bedeutende Fernstraße, die Nürnberg mit den Hafenstädten an der Nordsee verband, durch das Ulfetal. Durch sie hatten die Bauern in den Dörfern des Tales ein gutes Einkommen mit dem Vorspann ihrer Pferde vor die schweren Handelswagen, damit diese die Anhöhen überwinden konnten. Die beiden größten Fuhrwerksfamilien waren die Bodensteins aus Breitau und die gleichnamigen Bodensteins aus Ulfen. Beide hatten auch etwa die gleiche Anzahl Pferde und neideten einander den Verdienst. Die Missgunst zwischen den Familien, die sich auf beide Dorfgemeinschaften ausweitete, steigerte sich noch, als beide Bodensteinsöhne dasselbe Mädchen liebten. Zum Ausbruch kamen die Feindseligkeiten bei den Kirmesfeiern und auch überall dort, wo Breitauer und Ulfener sich trafen.
An einem späten Nachmittag in der Zeit des Holzholens „verwandelte ein aufziehendes Gewitter den wolkenverhangenen Himmel zur Nacht“. Auch die Söhne der Bodensteins waren an diesem Tag im Wald und drängten zur Heimkehr, um vor Ausbrechen des Unwetters unter schützendem Dach zu sein. An einer Engstelle bei der Kratzhecke, wo auf der einen Seite der Abhang zur Ulfe fällt, auf der anderen Kalkfelsen den Weg begrenzen, trafen sie aufeinander. Keiner wollte dem anderen ausweichen, jeder trieb seine Pferde mit der Peitsche an, so dass sich die Wagen verkeilten. Es kam zu einem erbitterten Streit, in dem sie sich gegenseitig mit ihren Holzäxten die Schädel zertrümmerten. Die nächsten, die die Engstelle erreichten, fanden die Rivalen tödlich verletzt neben ihren Fuhrwerken. Der Pfarrer wollte sie wegen ihres sündhaften Verhaltens nicht beerdigen und versagte ein Begräbnis in der geweihten Erde des Friedhofs. So begrub man sie an der Stelle ihrer Tat. Über den Gräbern ihrer Kinder, so die Überlieferung, versöhnten sich die trauernden Eltern und setzten das Steinkreuz mit der Axt zum Andenken und zur Mahnung.

## Der Stein an der Kratzhecke

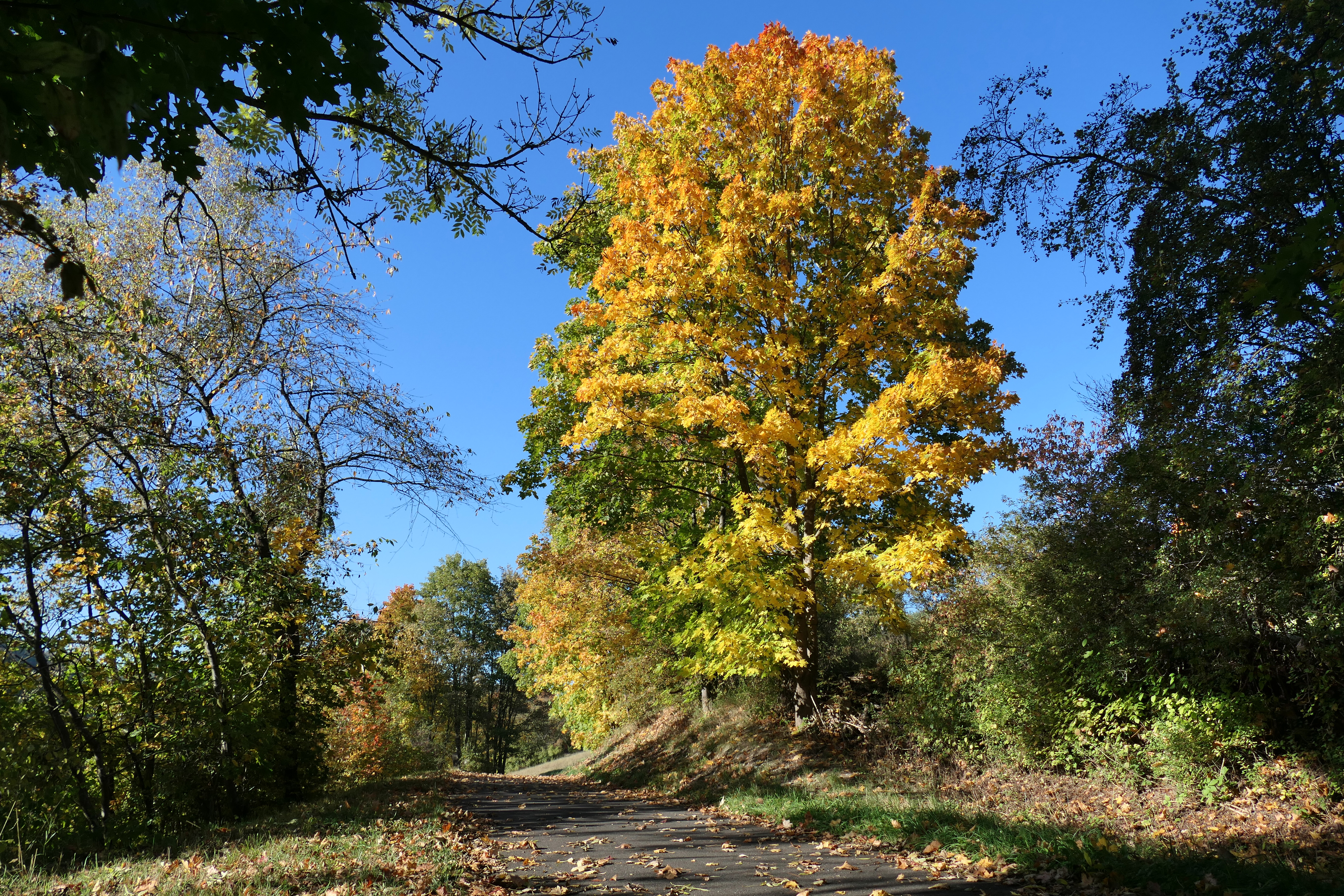
Die alte Landstraße an der Kratzhecke wurde zu einem Radweg

Der Stein wurde vermutlich am Tatort bei der Kratzhecke aufgestellt, damit Vorüberkommende für das Seelenheil der Getöteten beten konnten. Denn diese waren, ohne mit dem Segen der Kirche versehen worden zu sein, aus dem Leben geschieden. Alter Volksglauben nahm an, dass deren Seelen keine Ruhe finden können und dazu verdammt sind, rastlos nach Erlösung zu suchen. Das erzeugte Furcht bei abergläubigen Menschen, sie glaubten an der Kratzhecke „geht es um“. Der Ulfener Pfarrer Gipper schrieb im Jahr 1930 in einem Beitrag zur Erforschung der Flurnamen in Hessen, dass Phantasie und Aberglaube „mancherlei Sagen um dieses Kreuz gesponnen“ haben und es wäre daher „nicht zu verwundern, dass auch die Kratzhecke für nicht geheuer gehalten wird“. „Dort treibt ein Mann mit feuriger Zunge sein Unwesen. Auch schwarze Katzen und Kater sollen dort unheimlich hausen, um in mitternächtlicher Stunde einsamen Wanderern in den Weg zu treten.“
Karlfritz Saalfeld, der frühere Obmann für historische Grenzsteine, berichtet in seinem Buch „Kleindenkmäler im Werra-Meißner-Kreis“, dass im Lauf der Zeit das Steinkreuz mehrfach versetzt worden ist. Zuletzt im Jahr 1988 nach einem Verkehrsunfall, bei dem es zerbrochen und anschließend repariert wurde. Das Rechtsdenkmal aus alter Zeit hat in dem topographischen Handbuch von Heinrich Riebeling, „Steinkreuze und Kreuzsteine in Hessen“ die Katalognummer 4926.1. Wegen seiner geschichtlichen Bedeutung wird es nach § 2 Absatz 1 des Hessischen Denkmalschutzgesetzes als Kulturdenkmal geschützt und wurde in das Denkmalverzeichnis des Landes Hessen unter der Nummer 39284 eingetragen.